# EL/M-2075
IAI EL/M-2075 Phalcon este un sistem radar de supraveghere și control al spațiului aerian ((AEW&C) montat pe avion. Este proiectat și construit de companiile israeliene Israeli Aircraft Industries și Elta Electronics Industries. Poate fi instalat pe diferita platforme: Boeing 707, Boeing 767, Boeing 747, Iliușin Il-76 și Gulfstream G550.
Este cel mai avansat sistem de acest tip deoarece utilizează antene multiple AESA cu baleiaj electronic activ.

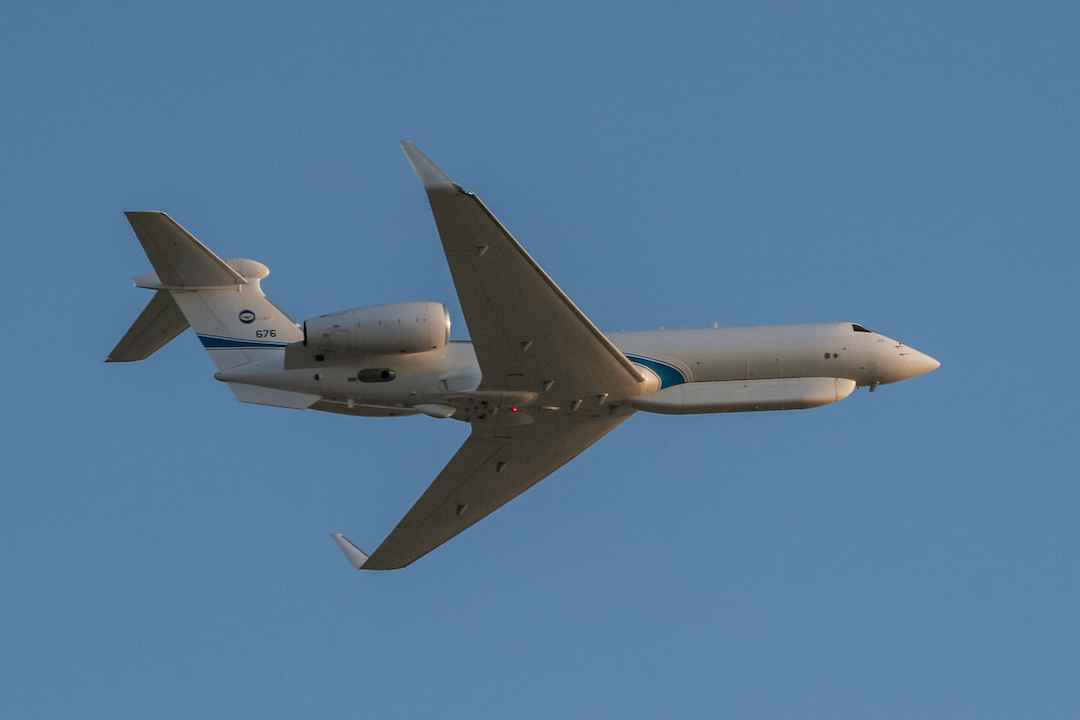
Versiunea iniţială modelului israelian Eitam cu radar Phalcon instalat pe avionul Gulfstream G500